# Archie Duncan
Pour les articles homonymes, voir Duncan et Archie Duncan (homonymie).
Ne doit pas être confondu avec Archie Duncan (acteur).
Archibald Alexander McBeth Duncan, (né le 17 octobre 1926 et mort le 20 décembre 2017) est un historien écossais.
Entre 1962 et 1993, il est professeur d'histoire et de littérature écossaise à l'université de Glasgow. Il est à la retraite depuis 2000 et est devenu professeur émérite d'histoire et de littérature écossaise en 2001. Il continue à publier des articles sur l'Écosse au Moyen Âge.